# Gundelsheim, Heilbronn
Gundelsheim (tiếng Đức: [ˈɡʊndl̩sˌhaɪ̯m] ⓘ) là một thị xã ở huyện Heilbronn trong bang Baden-Württemberg miền nam Đức. Đô thị này có diện tích 38,45 km², dân số thời điểm 31 tháng 12 năm 2020 là 7475 người.
Đô thị này tọa lạc bên hữu ngạn sông Neckar, 17 km về phía tây bắc Heilbronn. Công trình nổi bật nhất ở Gundelsheim là lâu đài Horneck.